# Міжконтинентальний кубок з футболу 1979
Міжконтинентальний кубок з футболу 1979 — 18-й розіграш турніру. Матчі відбулись 18 листопада 1979 і 2 березня 1980 року між фіналістом Кубка європейських чемпіонів 1978—1979 шведським «Мальме» та переможцем Кубка Лібертадорес 1979 парагвайською «Олімпією». За підсумками обох ігор титул володаря Міжконтинентального кубка вперше здобула «Олімпія».

## Особливості
Переможець Кубка європейських чемпіонів 1978—1979 англійський «Ноттінгем Форест» відмовився від участі у турнірі.

## Команди
| Команда             | Кваліфікація                                    | Попередні участі* |
| ------------------- | ----------------------------------------------- | ----------------- |
| Мальме              | фіналіст Кубка європейських чемпіонів 1978—1979 | -                 |
| Олімпія (Асунсьйон) | переможець Кубка Лібертадорес 1979              | -                 |

* жирним позначено переможні роки.

## Матчі

### Перший матч
| 18 листопада 1979 |

| Мальме | 0:1      | Олімпія (Асунсьйон) |
| ------ | -------- | ------------------- |
|        | Протокол | Ісасі 41'           |

| Мальме, Мальме Глядачів: 4 811 Арбітр: Пет Партрідж |

|  |  |

| В          |  | Ян Меллер          |
| З          |  | Роланд Андерссон   |
| З          |  | Інгемар Ерландссон |
| З          |  | Кент Йонссон       |
| З          |  | Матс Арвідссон     |
| ПЗ         |  | Клас Мальмберг     |
| ПЗ         |  | Андерс Люнгберг    |
| ПЗ         |  | Роберт Приц        |
| ПЗ         |  | Томмі Ганссон      |
| Н          |  | Томас Шеберг       |
| Н          |  | Ян-Улов Кіннвалль  |
| Тренер:    |  |                    |
| Боб Гафтон |  |                    |

| В            |  | Евер Алмейда         |
| З            |  | Алісіо Солалінде     |
| З            |  | Роберто Паредес      |
| З            |  | Мігель Анхель П'яцца |
| З            |  | Фламініо Соса        |
| ПЗ           |  | Карлос К'єсе         |
| ПЗ           |  | Рохеліо Дельгадо     |
| ПЗ           |  | Луїс Торрес          |
| ПЗ           |  | Едуардо Ортіс        |
| Н            |  | Мауро Кеспедес       |
| Н            |  | Еварісто Ісасі       |
| Тренер:      |  |                      |
| Луїс Кубілья |  |                      |

### Повторний матч
| 2 березня 1980 |

| Олімпія (Асунсьйон)            | 2:1      | Мальме         |
| ------------------------------ | -------- | -------------- |
| Солалінде 39' Мічеланьйолі 71' | Протокол | Ерландссон 46' |

| Дефенсорес дель Чако, Асунсьйон Глядачів: 47 000 Арбітр: Хуан Даніель Кардельїно |

|  |  |

| В            |  | Евер Алмейда          |  |                  |
| З            |  | Алісіо Солалінде      |  |                  |
| З            |  | Роберто Паредес       |  |                  |
| З            |  | Даніель Ді Бартоломео |  |                  |
| З            |  | Фламініо Соса         |  |                  |
| ПЗ           |  | Карлос К'єсе          |  |                  |
| ПЗ           |  | Карлос Ялук           |  |                  |
| ПЗ           |  | Луїс Торрес           |  |                  |
| Н            |  | Освальдо Акіно        |  |                  |
| Н            |  | Уго Талавера          |  | Замінений        |
| Н            |  | Еварісто Ісасі        |  |                  |
| Заміни:      |  |                       |  |                  |
| Н            |  | Мігель Мічеланьйолі   |  | Вийшов на заміну |
| Тренер:      |  |                       |  |                  |
| Луїс Кубілья |  |                       |  |                  |

| В          |  | Ян Меллер          |  |                  |
| З          |  | Роланд Андерссон   |  |                  |
| З          |  | Тім Паркін         |  |                  |
| З          |  | Кент Йонссон       |  |                  |
| З          |  | Матс Арвідссон     |  |                  |
| ПЗ         |  | Магнус Андерссон   |  |                  |
| ПЗ         |  | Інгемар Ерландссон |  |                  |
| ПЗ         |  | Роберт Приц        |  |                  |
| ПЗ         |  | Андерс Ольссон     |  | Замінений        |
| Н          |  | Томас Шеберг       |  | Замінений        |
| Н          |  | Томмі Андерссон    |  |                  |
| Запасні:   |  |                    |  |                  |
| В          |  | Джон Гансен        |  |                  |
| ПЗ         |  | Клас Мальмберг     |  | Вийшов на заміну |
| ПЗ         |  | Томмі Ганссон      |  | Вийшов на заміну |
| Н          |  | Торе Кервін        |  |                  |
| Н          |  | Санні Ослунд       |  |                  |
| Тренер:    |  |                    |  |                  |
| Боб Гафтон |  |                    |  |                  |